# Skulik liściowiec
Skulik liściowiec (Scymnus interruptus) – gatunek chrząszcza z rodziny biedronkowatych. Zamieszkuje Palearktykę, głównie jej południową część. Bytuje głównie na drzewach i krzewach liściastych.

## Taksonomia
Gatunek ten opisał po raz pierwszy w 1777 roku Johann August Ephraim Goeze pod nazwą Coccinella interrupta.

## Morfologia

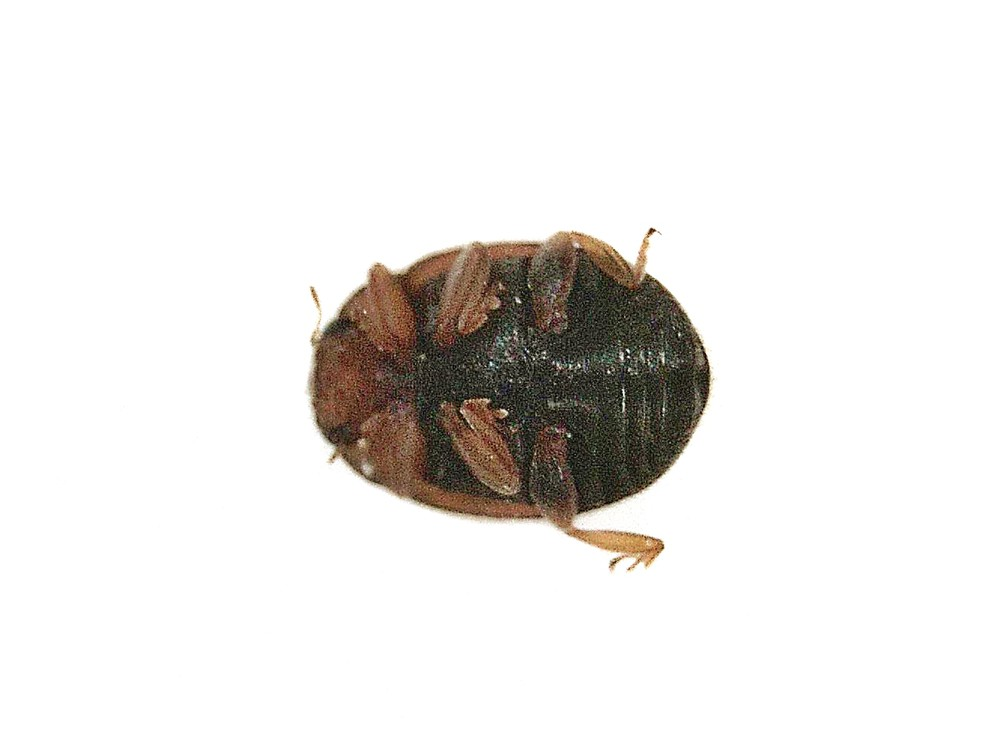
Imago, widok od spodu

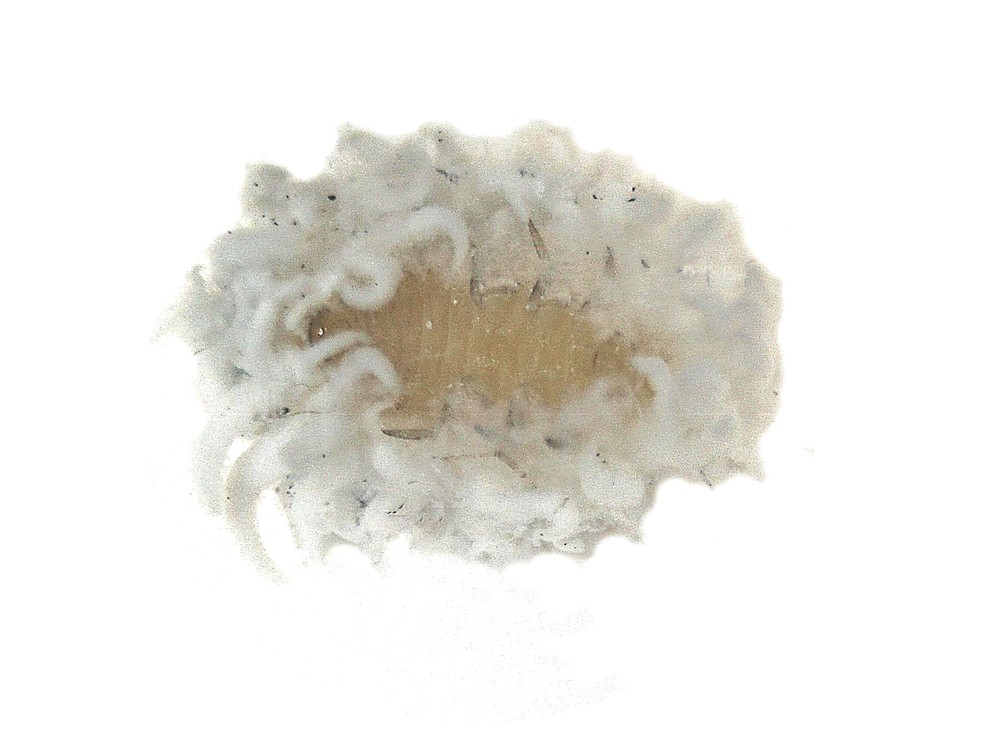
Larwa, widok od spodu

Chrząszcz o szeroko-owalnym ciele długości od 1,5 do 2,5 mm, około 1,4 raza dłuższym niż szerokim. Samce mają głowę żółtobrunatną, samice zaś czarną z żółtobrunatnymi nadustkiem i wargą górną. Czułki zbudowane są z 11 członów. Przedplecze jest czarne, u samca z żółtobrunatnymi plamami w kątach przednich, u samicy z wąskimi żółtobrunatnymi obrzeżeniami tychże kątów. Typowo każda pokrywa ma jedną czerowonożółtą plamę biegnącą nieco ukośnie od przedniej połowy brzegu pokrywy i kąta barkowego ku szwowi; prawie cała przednia połowa podgięcia pokrywy jest czerwonożółta. Rzadziej plama ta rozlewa się na tylną połowę pokryw lub całe pokrywy są jednolicie brązowawe. Na powierzchni pokryw występują dwa rodzaje punktów – gęste i drobne oraz większe i rozmieszczone w szeregach. Odnóża są żółtawe lub czerwonożółte, zawsze z mocno przyciemnionymi nasadowymi połowami ud. Spód ciała jest w całości czarno ubarwiony. Przedpiersie ma na wyrostku międzybiodrowym dwa żeberka. Na pierwszym z widocznych sternitów odwłoka (pierwszym wentrycie) występują niepełne linie udowe, sięgające łukiem prawie do jego krawędzi tylnej, ale nie dochodzące zewnętrznymi końcami do jego krawędzi przedniej. Genitalia samca cechuje wodziciel prącia o wyprostowanym wierzchołku.

## Ekologia i występowanie
Owad ciepłolubny. Zasiedla lasy, zagajniki, parki, winnice, półsuche łąki i nasłonecznione stoki. Bytuje na drzewach i krzewach liściastych, w tym na czeremchach, dębach, grabach, lipach i śliwach, rzadziej na bluszczach i roślinach zielnych. Zimowanie postaci dorosłych ma miejsce w ściółce i pod opadłymi liśćmi.
Gatunek południowopalearktyczny. W Europie znany jest z Portugalii, Hiszpanii, Francji, Belgii, Holandii, Niemiec, Szwajcarii, Liechtensteinu, Austrii, Włoch, Malty, Polski, Czech, Słowacji, Węgier, Ukrainy, Krymu, Rumunii, Bułgarii, Chorwacji, Czarnogóry, Serbii, Albanii, Macedonii Północnej, Grecji oraz europejskich części Rosji i Turcji. Poza Europą znany jest z Azorów, Madery, Wysp Kanaryjskich, kontynentalnej Afryki Północnej, Azji Zachodniej i wschodu Palearktyki. W Polsce jest owadem rzadkim, znanym z niewielu  stanowisk rozproszonych na terenie całego kraju.